# IC 3916
IC 3916 — галактика типу S? (спіральна галактика) у сузір'ї Гончі Пси.
Цей об'єкт міститься в оригінальній редакції індексного каталогу.